# Sögubrot af nokkrum fornkonungum
Sögubrot af nokkrum fornkonungum ( o Fragmento de una saga sobre reyes antiguos) es un texto fragmentado en islandés que trata de algunos reyes suecos y daneses. Es posible que sea una versión basada en la saga Skjöldunga y represente la última versión de esa obra.
El fragmento comienza a mediados del reinado de Ívarr inn víðfaðmi, describiendo como ganó el reino de Selandia con artimañas, y como se suicidó bajo extrañas circunstancias durante la invasión del reino de Ráðbarðr, que se había casado con su hija Auðr sin su consentimiento. El fragmento también detalla los primeros años de Harald Hilditonn pero se interrumpe; continúa con la llegada de Sigurd Ring, los últimos años de Harald y la colosal batalla de Brávellir. Se vuelve a interrumpir y enlaza con la muerte de Sigurd.